# Championnat de France féminin de football 2016-2017
Navigation
Édition précédente Édition suivante
La Division 1 2016-2017  est la 43e édition du championnat de France féminin de football. Le premier niveau du championnat féminin oppose douze clubs français en une série de vingt-deux rencontres jouées durant la saison de football. La compétition débute le 11 septembre 2016 et s'achève le 27 mai 2017.
Les deux premières places du championnat sont qualificatives pour la Ligue des champions féminine de l'UEFA alors que les deux dernières places sont synonymes de relégation en Division 2.
Lors de l'exercice précédent, l'Olympique de Marseille, le FC Metz et les Girondins de Bordeaux ont gagné le droit d'évoluer dans cette compétition après avoir fini premiers de leurs groupes respectifs de seconde division.
L'Olympique lyonnais et le Paris Saint-Germain, respectivement champion et vice-champion en 2016, sont quant à eux, les représentants français en Ligue des champions féminine de l'UEFA 2016-2017.
À l'issue de la saison, l'Olympique lyonnais décroche son quinzième titre de champion de France, le onzième d'affilée, au terme d'une saison dominée de bout en bout malgré une concurrence accrue du Paris Saint-Germain et du Montpellier HSC. Dans le bas du classement, l'AS Saint-Étienne et le FC Metz sont relégués après respectivement dix et une seule saison au plus haut niveau.

## Participants
Ce tableau présente les douze équipes qualifiées pour disputer le championnat 2016-2017. On y trouve le nom des clubs, le nom des entraîneurs et leur nationalité, la date de création du club, l'année de la dernière montée au sein de l'élite, leur classement de la saison précédente, le nom des stades ainsi que la capacité de ces derniers.
Légende des couleurs
- Qualifié pour la phase finale de la Ligue des champions 2016-2017.
- Promu de Division 2.

| Nom du club            | Entraîneur                   | DC   | DM   | Cls 2016 | Stade                         | Capacité | Nb T. |
| ---------------------- | ---------------------------- | ---- | ---- | -------- | ----------------------------- | -------- | ----- |
| Olympique lyonnais     | Gérard Prêcheur              | 1970 | 1978 | 1        | Groupama OL Training Center   | 1 526    | 14    |
| Paris SG               | Patrice Lair                 | 1971 | 2001 | 2        | Stade Charléty                | 20 000   | /     |
| Montpellier HSC        | Jean-Louis Saez              | -    | 1997 | 3        | Stade Jules Rimet             | 500      | 2     |
| FCF Juvisy             | Emmanuel Beauchet            | 1971 | 1986 | 4        | Stade Georges-Maquin          | 2 000    | 6     |
| Rodez AF               | Sébastien Joseph             | 1993 | 2010 | 5        | Stade Paul-Lignon             | 5 548    | /     |
| AS Saint-Étienne       | Hervé Didier                 | 1977 | 2007 | 6        | Stade Léon-Nautin             | 1 500    | /     |
| ASJ Soyaux             | Juan Paredes Nicolas Goursat | 1968 | 2013 | 7        | Stade Léo-Lagrange            | 400      | 1     |
| EA Guingamp            | Sarah M'Barek                | 1973 | 2006 | 8        | Stade Fred-Aubert             | 13 500   | 1     |
| ASPTT Albi             | Adolphe Ogouyon              | -    | 2014 | 9        | Stade Maurice Rigaud          | 3 000    | /     |
| Olympique de Marseille | Christophe Parra             | -    | 2016 | D2       | Stade Roger Lebert            | -        | /     |
| Girondins de Bordeaux  | Jérôme Dauba                 | 1981 | 2016 | D2       | Stade Sainte-Germaine         | 7 000    | /     |
| FC Metz                | David Fanzel                 | 1999 | 2016 | D2       | Stade Municipal du Batzenthal | 3 000    | /     |

Localisation des clubs engagés dans le championnat
| \| Olympique lyonnais Paris Saint-Germain Montpellier HSC FCF Juvisy AS Saint-Étienne Rodez AF EA Guingamp ASJ Soyaux ASPTT Albi FC Metz Girondins de Bordeaux Olympique de Marseille \| |
| Olympique lyonnais Paris Saint-Germain Montpellier HSC FCF Juvisy AS Saint-Étienne Rodez AF EA Guingamp ASJ Soyaux ASPTT Albi FC Metz Girondins de Bordeaux Olympique de Marseille       |

## Compétition

### Classement
Le classement est calculé avec le barème de points suivant : depuis la saison 2016-2017, une victoire vaut trois points, le match nul un point et la défaite zéro  (retrait d'un point en cas de forfait).
Les critères utilisés pour départager en cas d'égalité au classement sont les suivants :
1. classement aux points des matchs joués entre les clubs ex æquo ;
2. différence entre les buts marqués et les buts concédés par chacun d’eux au cours des matchs qui les ont opposés ;
3. différence entre les buts marqués et les buts concédés sur la totalité des matchs joués dans le championnat ;
4. plus grand nombre de buts marqués sur la totalité des matchs joués dans le championnat ;
5. en cas de nouvelle égalité, une rencontre supplémentaire aura lieu sur terrain neutre avec, éventuellement, l’épreuve des tirs au but.

| Rang | Équipe                   | Pts | J  | G  | N | P  | Bp  | Bc | Diff |
| ---- | ------------------------ | --- | -- | -- | - | -- | --- | -- | ---- |
| 1    | Olympique lyonnais T C   | 63  | 22 | 21 | 0 | 1  | 103 | 6  | +97  |
| 2    | Montpellier HSC          | 55  | 22 | 18 | 1 | 3  | 73  | 10 | +63  |
| 3    | Paris SG                 | 49  | 22 | 16 | 2 | 4  | 54  | 16 | +38  |
| 4    | Olympique de Marseille P | 35  | 22 | 11 | 2 | 9  | 32  | 38 | -6   |
| 5    | FCF Juvisy               | 32  | 22 | 9  | 5 | 8  | 42  | 25 | +17  |
| 6    | EA Guingamp              | 29  | 22 | 8  | 5 | 9  | 28  | 36 | -8   |
| 7    | ASJ Soyaux               | 27  | 22 | 7  | 6 | 9  | 25  | 52 | -27  |
| 8    | Rodez AF                 | 21  | 22 | 5  | 6 | 11 | 22  | 56 | -34  |
| 9    | ASPTT Albi               | 19  | 22 | 6  | 1 | 15 | 14  | 49 | -35  |
| 10   | Girondins de Bordeaux P  | 16  | 22 | 3  | 7 | 12 | 14  | 43 | -29  |
| 11   | AS Saint-Étienne         | 15  | 22 | 3  | 6 | 13 | 18  | 48 | -30  |
| 12   | FC Metz P                | 12  | 22 | 3  | 3 | 16 | 13  | 59 | -46  |

| Légende : | Légende : |
| --------- | --- |
|           | Qualifié pour la Ligue des champions 2017-2018 (Seizièmes de finale). |
|           | Relégué en Division 2. |
|           | T Tenant du titre. P Promu de Division 2. C Vainqueur de la Coupe de France 2016-2017. Pts points ; G victoires ; N match nuls ; P défaites Bp buts marqués ; Bc buts encaissés ; Diff différence de buts |

### Résultats
| Résultats (▼dom., ►ext.)                                   | Alb | Bor | Gui | Juv  | Lyo | Mar | Met | Mon | Par | Rod | S-E | Soy  |
| ASPTT Albi                                                 |     | 0-1 | 0-2 | 0-3  | 0-5 | 0-1 | 1-0 | 0-1 | 3-0 | 1-3 | 0-0 | 1-4  |
| Girondins de Bordeaux                                      | 1-2 |     | 0-1 | 1-1  | 0-1 | 1-1 | 1-2 | 1-2 | 0-6 | 0-2 | 0-7 | 2-3  |
| EA Guingamp                                                | 1-2 | 2-2 |     | 1-0  | 0-3 | 4-0 | 6-2 | 0-2 | 0-4 | 1-0 | 0-0 | 0-0  |
| FCF Juvisy                                                 | 3-0 | 0-0 | 2-1 |      | 0-1 | 2-1 | 6-0 | 1-2 | 1-2 | 1-1 | 3-0 | 2-1  |
| Olympique lyonnais                                         | 6-0 | 8-0 | 9-1 | 5-2  |     | 4-0 | 3-0 | 2-1 | 3-0 | 8-0 | 6-0 | 9-0  |
| Olympique de Marseille                                     | 3-1 | 0-1 | 2-0 | 2-1  | 1-6 |     | 3-0 | 0-5 | 2-0 | 3-1 | 3-1 | 2-0  |
| FC Metz                                                    | 0-1 | 0-1 | 1-1 | 1-3  | 0-3 | 1-3 |     | 0-5 | 0-2 | 0-4 | 0-3 | 1-1  |
| Montpellier HSC                                            | 7-0 | 1-0 | 3-0 | 0-0  | 0-3 | 5-0 | 6-0 |     | 2-1 | 4-1 | 3-0 | 10-0 |
| Paris SG                                                   | 4-0 | 2-2 | 3-3 | 3-0  | 1-0 | 1-0 | 3-0 | 1-0 |     | 4-0 | 4-0 | 2-0  |
| Rodez AF                                                   | 1-0 | 0-0 | 0-3 | 0-10 | 0-5 | 2-2 | 1-2 | 0-4 | 0-3 |     | 1-1 | 1-1  |
| AS Saint-Étienne                                           | 0-1 | 0-0 | 0-1 | 2-0  | 0-4 | 0-2 | 1-2 | 0-8 | 0-6 | 1-1 |     | 2-2  |
| ASJ Soyaux                                                 | 3-1 | 2-0 | 1-0 | 1-1  | 0-9 | 2-1 | 1-1 | 0-2 | 0-2 | 2-3 | 1-0 |      |
| - Victoire à domicile - Match nul - Victoire à l'extérieur |     |     |     |      |     |     |     |     |     |     |     |      |

## Bilan de la saison
| Championnat de France féminin de football 2016-2017 |                                |
| Champion                                            | Olympique lyonnais (11e titre) |
| Dauphin                                             | Montpellier HSC                |
| Coupes et trophées                                  |                                |
| Vainqueur Coupe de France 2016-2017                 | Olympique lyonnais             |
| Qualifications continentales                        |                                |
| Ligue des champions 2017-2018                       | Olympique lyonnais             |
| Ligue des champions 2017-2018                       | Montpellier HSC                |
| Promotions et relégations                           |                                |
| Promus en Division 1                                | Lille OSC                      |
| Promus en Division 1                                | FCF Val d'Orge                 |
| Relégués en Division 2                              | AS Saint-Étienne               |
| Relégués en Division 2                              | FC Metz                        |

## Statistiques

### Évolution du classement
Leader du championnat
Évolution du classement
- Qualifié pour la phase finale de la Ligue des champions.
- Relégué en Division 2.

| Club                   | 1  | 2  | 3  | 4  | 5  | 6  | 7  | 8  | 9  | 10 | 11 | 12 | 13 | 14 | 15 | 16 | 17 | 18 | 19 | 20 | 21 | 22 |
| ---------------------- | -- | -- | -- | -- | -- | -- | -- | -- | -- | -- | -- | -- | -- | -- | -- | -- | -- | -- | -- | -- | -- | -- |
| Olympique lyonnais     | 1  | 1  | 1  | 1  | 1  | 1  | 1  | 1  | 1  | 1  | 1  | 1  | 1  | 1  | 1  | 1  | 1  | 1  | 1  | 1  | 1  | 1  |
| Paris SG               | 12 | 8  | 5  | 4  | 3  | 3  | 3  | 3  | 3  | 2  | 2  | 3  | 2  | 2  | 2  | 2  | 2  | 3  | 3  | 3  | 3  | 3  |
| Montpellier HSC        | 2  | 2  | 2  | 2  | 2  | 2  | 2  | 2  | 2  | 3  | 3  | 2  | 3  | 3  | 3  | 3  | 3  | 2  | 2  | 2  | 2  | 2  |
| FCF Juvisy             | 9  | 4  | 3  | 3  | 4  | 4  | 4  | 4  | 5  | 7  | 6  | 5  | 6  | 7  | 7  | 7  | 5  | 5  | 5  | 5  | 5  | 5  |
| Rodez AF               | 6  | 7  | 4  | 6  | 9  | 9  | 9  | 9  | 11 | 9  | 9  | 9  | 9  | 9  | 10 | 8  | 8  | 9  | 9  | 9  | 8  | 8  |
| AS Saint-Étienne       | 5  | 3  | 6  | 7  | 7  | 5  | 5  | 5  | 6  | 5  | 7  | 8  | 8  | 8  | 8  | 9  | 9  | 10 | 10 | 10 | 10 | 11 |
| ASJ Soyaux             | 11 | 11 | 11 | 8  | 8  | 6  | 7  | 6  | 7  | 6  | 8  | 6  | 4  | 5  | 4  | 5  | 6  | 6  | 6  | 6  | 7  | 7  |
| EA Guingamp            | 4  | 5  | 9  | 5  | 5  | 7  | 6  | 7  | 4  | 4  | 4  | 7  | 5  | 4  | 6  | 6  | 7  | 7  | 7  | 7  | 6  | 6  |
| ASPTT Albi             | 3  | 6  | 8  | 10 | 6  | 8  | 10 | 10 | 10 | 11 | 11 | 11 | 10 | 10 | 9  | 10 | 10 | 8  | 8  | 8  | 9  | 9  |
| Olympique de Marseille | 7  | 9  | 10 | 11 | 11 | 11 | 11 | 11 | 8  | 8  | 5  | 4  | 7  | 6  | 5  | 4  | 4  | 4  | 4  | 4  | 4  | 4  |
| Girondins de Bordeaux  | 8  | 10 | 7  | 9  | 10 | 10 | 8  | 8  | 9  | 10 | 10 | 10 | 11 | 11 | 11 | 11 | 11 | 12 | 12 | 11 | 11 | 10 |
| FC Metz                | 10 | 12 | 12 | 12 | 12 | 12 | 12 | 12 | 12 | 12 | 12 | 12 | 12 | 12 | 12 | 12 | 12 | 11 | 11 | 12 | 12 | 12 |

### Moyennes de buts marqués par journée
Ce graphique représente le nombre de buts marqués lors de chaque journée.

### Joueuses
| Cls | Joueuse                  | Club                   | Buts |
| --- | ------------------------ | ---------------------- | ---- |
| 1   | Ada Hegerberg            | Olympique lyonnais     | 20   |
| 1   | Eugénie Le Sommer        | Olympique lyonnais     | 20   |
| 3   | Marie-Laure Delie        | Paris SG               | 16   |
| 4   | Sofia Jakobsson          | Montpellier HSC        | 14   |
| 5   | Lindsey Thomas           | Montpellier HSC        | 12   |
| 6   | Cristiane                | Paris SG               | 11   |
| 7   | Camille Abily            | Olympique lyonnais     | 10   |
| 7   | Valérie Gauvin           | Montpellier HSC        | 10   |
| 7   | Ugochi Desire Oparanozie | EA Guingamp            | 10   |
| 10  | Salma Amani              | EA Guingamp            | 9    |
| 10  | Viviane Asseyi           | Olympique de Marseille | 9    |
| 10  | Laura Bourgouin          | ASJ Soyaux             | 9    |
| 13  | Camille Catala           | FCF Juvisy             | 8    |
| 13  | Claire Lavogez           | Olympique lyonnais     | 8    |
| 13  | Gaëtane Thiney           | FCF Juvisy             | 8    |
| 16  | Stina Blackstenius       | Montpellier HSC        | 7    |
| 16  | Verónica Boquete         | Paris SG               | 7    |
| 16  | Audrey Chaumette         | AS Saint-Étienne       | 7    |
| 16  | Kadidiatou Diani         | FCF Juvisy             | 7    |
| 16  | Clara Noiran             | Rodez AF               | 7    |
| 21  | Pamela Babinga           | ASJ Soyaux             | 6    |
| 21  | Anouk Dekker             | Montpellier HSC        | 6    |
| 21  | Marie-Antoinette Katoto  | Paris SG               | 6    |
| 21  | Saki Kumagai             | Olympique lyonnais     | 6    |
| 21  | Amel Majri               | Olympique lyonnais     | 6    |
| 21  | Wendie Renard            | Olympique lyonnais     | 6    |
| 27  | 8 joueuses               | 8 joueuses             | 5    |
| 35  | 8 joueuses               | 8 joueuses             | 4    |
| 43  | 12 joueuses              | 12 joueuses            | 3    |
| 55  | 16 joueuses              | 16 joueuses            | 2    |
| 71  | 47 joueuses              | 47 joueuses            | 1    |

| Cls | Joueuse            | Club                   | Passes |
| --- | ------------------ | ---------------------- | ------ |
| 1   | Dzsenifer Marozsán | Olympique lyonnais     | 15     |
| 2   | Gaëtane Thiney     | FCF Juvisy             | 11     |
| 3   | Shirley Cruz Traña | Paris SG               | 10     |
| 3   | Amel Majri         | Olympique lyonnais     | 10     |
| 5   | Verónica Boquete   | Paris SG               | 9      |
| 6   | Sandie Toletti     | Montpellier HSC        | 8      |
| 7   | Camille Abily      | Olympique lyonnais     | 7      |
| 7   | Eugénie Le Sommer  | Olympique lyonnais     | 7      |
| 7   | Marion Torrent     | Montpellier HSC        | 7      |
| 10  | Pauline Bremer     | Olympique lyonnais     | 6      |
| 10  | Ada Hegerberg      | Olympique lyonnais     | 6      |
| 12  | Charlotte Lozé     | Olympique de Marseille | 5      |
| 12  | Ugochi Desire      | EA Guingamp            | 5      |
| 12  | Eve Perisset       | Paris SG               | 5      |
| 12  | Faustine Robert    | EA Guingamp            | 5      |
| 12  | Cristiane          | Paris SG               | 5      |
| 12  | Laetitia Tonazzi   | Montpellier HSC        | 5      |
| 18  | Allison Blais      | ASJ Soyaux             | 4      |
| 18  | Laurie Cance       | Rodez AF               | 4      |
| 18  | Delphine Cascarino | Olympique lyonnais     | 4      |
| 18  | Janice Cayman      | Montpellier HSC        | 4      |
| 18  | Kadidiatou Diani   | FCF Juvisy             | 4      |
| 18  | Jessica Houara     | Olympique lyonnais     | 4      |
| 24  | 15 joueuses        | 15 joueuses            | 3      |
| 39  | 25 joueuses        | 25 joueuses            | 2      |
| 64  | 55 joueuses        | 55 joueuses            | 1      |

## Distinctions individuelles
Trophées FFF
La cérémonie des trophées de la D1, remis par la FFF, s'est tenue le 21 mai 2017 au Centre national du football à Clairefontaine-en-Yvelines.
| Meilleure joueuse      | Meilleure espoir   | Meilleure gardienne        | Meilleur(e) entraîneur/euse | Plus beau but                                                                         | Meilleure arbitre   | Prix du fair-play |
| ---------------------- | ------------------ | -------------------------- | --------------------------- | ------------------------------------------------------------------------------------- | ------------------- | ----------------- |
| Eugénie Le Sommer (OL) | Grace Geyoro (PSG) | Katarzyna Kiedrzynek (PSG) | Christophe Parra (OM)       | Juliette Loumagne (Girondins de Bordeaux), contre l'ASJ Soyaux lors de la 1re journée | Solen Dallongeville | OL                |